# Rodrigo Niño Zapata
Rodrigo Niño Zapata fue un diplomático español del siglo XVI.

## Biografía
Fue uno de los vástagos del matrimonio formado por Juan Niño y Aldonza de Zapata.Fue su padre de noble familia toledana, regidor de Toledo y sucesor de su abuelo paterno y homónimo Rodrigo Niño como señor del heredamiento de Añover. Por parte de su madre era nieto de los madrileños Pedro de Vivero y su mujer, Inés de Zapata. Tuvo Rodrigo varios hermanos:
- Juan Niño.

- Fernando Niño, que llegó a ser obispo de Sigüenza, patriarca de las Indias y presidente del Consejo de Castilla.

En 1529 fue encargado de la entrega de los príncipes: Francisco, delfín de Francia y Enrique de Francia, guardados en España como rehenes tras la liberación de su padre Francisco I de Francia; a Pedro Fernández de Velasco y Tovar, condestable de Castilla e Íñigo Fernández de Velasco y Tovar, II marqués de Berlanga.

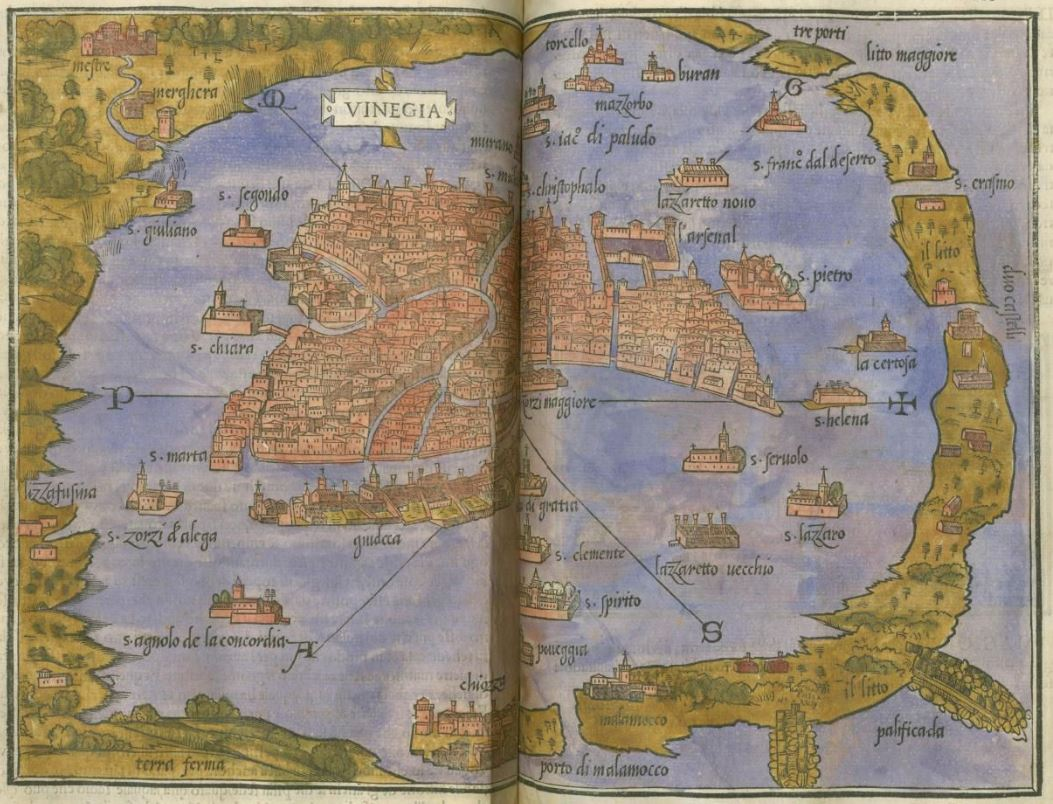
Mapa de Venecia (y su laguna) hacia el inicio de la década de 1530, donde hasta dos años antes había sido embajador Rodrigo. (Extraído de un ejemplar coloreado a mano de la edición de 1534 del libro Isolario de Benedetto Bordone)

Fue nombrado embajador en Venecia por el emperador Carlos V, cargo que desempeñaba en 1530. Fue relevado en 1532, siendo nombrado en su lugar, Lope de Soria.
Rodrigo contrajo matrimonio con Teresa de Guevara, hija de Pedro Vélez de Guevara y su esposa Constanza de Ayala. 

## Matrimonio y descendencia
De su matrimonio con Teresa de Guevara, Rodrigo tuvo los siguientes hijos:
- Juan Niño de Guevara, I conde de Añover y caballero de Santiago (1560).[8] A pesar de que contrajo matrimonio dos veces, no tuvo sucesión.
- Gabriel Niño de Guevara, caballero de Santiago (1569), muerto en su juventud y que fue gentilhombre del archiduque Alberto de Austria.
- Fernando Niño de Guevara, eclesiástico, que llegó a ser arzobispo de Sevilla, inquisidor general y cardenal.
- Aldonza Niño de Guevara, casada con Garci Lasso de la Vega, señor de Batres, Arcos y Cuerva.[9]
- Francisca de Guevara, casada con Lope de Guzmán, I conde de Villaverde.

## Títulos, órdenes y cargos

### Títulos
- Señor del heredamiento de Añover.

### Órdenes
- Orden de Santiago
  - Comendador de Lorquí.
  - Caballero.

### Cargos
- Embajador del Emperador [Carlos V] a la República de Venecia.